# Раба своего возлюбленного
«Раба своего возлюбленного» (исп. La esclava de su galan) — комедия испанского драматурга Лопе де Веги, впервые опубликованная в 1647 году.

## Судьба текста
Долгое время принадлежность пьесы Лопе де Вега оспаривалась, но в конце концов исследователи сочли авторство Лопе доказанным. Время написания «Рабы своего возлюбленного» неизвестно. Автор не упоминает её в числе своих пьес в изданиях романа «Странник в своём отечестве» 1604 и 1618 годов, и некоторые специалисты делают отсюда вывод, что «Раба» была написана после 1618 года. Кроме того, в комедии упоминается посещение Севильи королём Филиппом, и здесь может иметься в виду визит Филиппа IV, который датирован 1624 годом. В этом случае «Раба» могла быть написана в конце 1620-х годов — в самый поздний период творчества Лопе.
Есть и альтернативные мнения. Отсутствие «Рабы» в перечнях 1604 и 1618 годов может ничего не значить, клаузула о короле в Севилье может быть более поздней вставкой. При этом в тексте упоминается Фрэнсис Дрейк, умерший в 1596 году, а голландцы названы «восставшими»; это может указывать на рубеж XVII и XVIII веков как время написания пьесы.
«Раба своего возлюбленного» была впервые опубликована в 1647 году, после смерти автора, в составе 25-й части собрания комедий Лопе, вышедшей в Сарагосе. По-видимому, пьеса пользовалась большим успехом в испанских театрах в течение всего XVII века и ставилась даже в XVIII веке, когда о Лопе на время забыли. Кроме того, в XVIII веке «Рабу» переиздали, появились два переработанных варианта этой пьесы, принадлежавшие перу Кандидо Мариа Тригероса и Анустино Гарсиа де Аррьета.